# 真瀬宏子
真瀬 宏子（ませ ひろこ、1946年1月12日 - ）は、日本の政治家、洋画家。栃木県野木町長（4期）。栃木県初の女性首長である。

## 来歴
栃木県烏山町（現・那須烏山市）生まれ。5歳より宇都宮市で育った。宇都宮大学教育学部附属小学校、宇都宮大学教育学部附属中学校、栃木県立宇都宮女子高等学校卒業。1968年（昭和43年）3月、東京芸術大学美術学部芸術学科卒業。同年に安宅賞を受賞した。1974年（昭和49年）、東京芸術大学大学院修士課程修了。
1975年（昭和50年）より県立高等学校美術科の教師の職に就く。また洋画家としてこれまでに個展を30回開催した。2002年（平成14年）12月、土曜美術社出版販売から共作で絵本を出版。
2001年（平成13年）から2008年（平成20年）3月まで野木町公民館長をつとめた。
2008年（平成20年）6月24日、野木町発注の公共工事を巡る競売入札妨害事件にからみ、町長の永田元一町長が指名停止処分中の建設会社の元社長に現金1,500万円を支払っていたことが発覚。永田は7月16日に辞職。これに伴って行われた町長選挙（8月17日告示、8月24日執行）に立候補し無投票で初当選した。真瀬は県内初の女性首長となった。